# Sendangagung (Sumberejo)
Sendangagung is een bestuurslaag in het regentschap Bojonegoro van de provincie Oost-Java, Indonesië. Sendangagung telt 1326 inwoners (volkstelling 2010).